# Muzička enciklopedija
Muzička enciklopedija stručno je enciklopedijsko izdanje negdašnjega Jugoslavenskog leksikografskog zavoda (današnjeg Leksikografskog zavoda Miroslav Krleža). U toj su glazbenoj enciklopediji abecednim slijedom obrađeni i objašnjeni mnogi stručni (glazbeni) pojmovi i pojave, pojedina povijesna razdoblja i njihove stilske odrednice, različite svjetske glazbene kulture i tradicije, ali i glazbena povijest naroda većine država svijeta.

## O izdanjima
Muzička enciklopedija do danas je doživjela dva izdanja: prvo je u dva sveska objavljeno 1958./1963., a drugo u tri sveska u razdoblju od 1971. do 1977. godine. Oba izdanja stručne su enciklopedije namijenjene podjednako profesionalnim glazbenicima i mnogobrojnim ljubiteljima glazbe.
Glavni urednik drugog izdanja Muzičke enciklopedije, hrvatski muzikolog prof. dr. Krešimir Kovačević, okupio je tim uglednih suradnika i glazbenih stručnjaka s područja bivše Jugoslavije, koji su – svaki u skladu s vlastitim glazbenim interesima i područjem djelovanja – obradili pojedine stručne teme i pojmove. Tako su svoj doprinos kvaliteti i pouzdanosti enciklopedije dali Josip Andreis, Josip Andrić, Eva Auer Sedak, Jerko Bezić, Milo Cipra, Dragotin Cvetko, Dragutin Čolić, Oskar Danon, Natko Devčić, Stana Đurić-Klajn, Zlatko Grgošević, Emil Hajek, Nikola Hercigonja, Ivan Ivančan, Đura Jakšić, Anđelko Klobučar, Erika Krpan, Akil Koci, Koraljka Kos, Zmaga Kumer, Franjo Lučić, Ivo Malec, Nikša Njirić, Dragoslav Ortakov, Roksanda Pejović, Vlastimir Peričić, Hubert Pettan, Dušan Plavša, Mladen Pozajić, Mirko Ramovš, Truda Reich, Cvjetko Rihtman, Andrej Rijavec, Branimir Sakač, Todor Skalovski, Dušan Skovran, Ivo Supičić, Ladislav Šaban, Božidar Širola, Pavel Šivic, Lucijan Marija Škerjanc, Vilko Ukmar, Miodrag Vasiljević, Albe Vidaković, Lav Vrbanić, Vinko Žganec, Ivona Ajanović-Malinar i mnogi drugi.
Mnogobrojni biografski članci opisuju životni put i stvaralaštvo slavnih skladatelja s iscrpnim popisom njihovih djela, ali isto tako i djelatnost mnogih poznatih dirigenata, pjevača, instrumentalnih virtuoza, baletnih umjetnika, jazz-glazbenika, glazbenih teoretičara i kritičara. U posebnim člancima pojedinačno su i detaljno opisana povijesna i suvremena glazbala, zatim sve glazbene vrste i oblici, primjerice arije, kancone, kantate, opere, simfonije, sonate i uvertire. Prikazan je i rad mnogih značajnih domaćih i inozemnih glazbenih društava, instrumentalnih i plesnih ansambala te glazbenih festivala i ustanova.
U drugom izdanju Muzičke enciklopedije prvi su put objavljeni i tekstovi o suvremenoj, avangardnoj i eksperimentalnoj glazbi te glazbenim ličnostima i smjerovima od aleatorike i dodekafonije do elektronske i serijalne glazbe. U to su izdanje uključeni i članci o mnogim poznatim estradnim umjetnicima iz svijeta zabavne glazbe i plesa.
Iz predgovora drugog izdanja Muzičke enciklopedije:
Sva ranije objavljena materija pregledana je i dopunjena novim biografskim i bibliografskim podacima. U drugo izdanje uvrštena su mnoga nova imena kompozitora, muzikologa i muzičkih umjetnika koji su u međuvremenu zauzeli određeno mjesto u muzičkom životu svojih zemalja; unijeti su podaci iz područja jazza kao i zabavne muzike, koja sve više ulazi u svakodnevni život suvremenog čovjeka. Obrađeni su i novi muzički pojmovi na polju tzv. avangardne muzike, kojih nije bilo u ranijem izdanju. Smatrajući da su koreografi i baletni umjetnici ravnopravni partneri ostalim muzičko-scenskim radnicima, redakcija je unijela čitav niz novih imena s tog područja. Radi boljeg pregleda narodna muzika svakog naroda izložena je u novom izdanju u istom članku s umjetničkom. (...) Znatno je proširen ilustrativni dio i povećan broj likovnih priloga u bakrotisku i u boji. ↓1

## Bilješka
↑1  Kovačević, Krešimir (gl. ur.): Muzička enciklopedija, Zagreb: JLZ, 1971., sv. 1. 

## Vanjske poveznice
- LZMK – Muzička enciklopedija I. izdanje  Arhivirana inačica izvorne stranice od 26. siječnja 2021. (Wayback Machine)
- LZMK – Muzička enciklopedija II. izdanje  Arhivirana inačica izvorne stranice od 26. rujna 2020. (Wayback Machine)
- Leksikografski zavod Miroslav Krleža  Arhivirana inačica izvorne stranice od 30. srpnja 2013. (Wayback Machine)